# Spio aequalis
Spio aequalis är en ringmaskart som beskrevs av Ehlers 1905. Spio aequalis ingår i släktet Spio och familjen Spionidae.
Artens utbredningsområde är havet kring Nya Zeeland. Inga underarter finns listade i Catalogue of Life.